# Thục hầu Thông
Thục hầu Thông (tiếng Trung: 蜀侯通; ? – 311 TCN), tên Thông (通) hay Do Thông (繇通), Thông Quốc (通国), là Thục hầu đầu tiên của nước Tần thời Chiến Quốc trong lịch sử Trung Quốc.

## Thân thế
Theo Trương Nghi liệt truyện trong Sử ký thì Thục hầu Thông là vua cuối cùng của nước Thục.
Theo Lục quốc niên biểu trong Sử ký và Hoa Dương quốc chí của Thường Cừ thì Thục hầu Thông là Công tử Doanh Do (hay Thông Quốc), con thứ của Tần Huệ Văn vương. Công tử Do từng theo Trương Nghi làm con tin ở nước Ngụy năm 328 TCN.
Theo Chiến quốc sử liêu biên niên tập chứng của Dương Khoan thì Thục hầu Thông là em trai của Lư Tử Bá vương, vua cuối cùng của nước Thục.
Căn cứ Hoa Dương quốc chí: Năm 316 TCN, Tần Huệ Văn vương phái Tư Mã Thác diệt nước Thục. Thục vương cuối cùng (Sách Lộ sử của La Tiết gọi là Lư Tử Bá vương) bị quân Tần giết ở Vũ Dương, còn Thái tử với Tướng quốc chết ở núi Bạch Lộc. Từ mốc thời gian này cho đến khi Thục hầu được phong là khoảng 3 năm (316 – 313 TCN), nên chưa thể phủ nhận các giả thuyết.

## Cuộc đời
Năm 313 TCN, Tần Huệ Văn vương phong (công tử) Thông làm Thục hầu, lấy Trần Trang làm Thục tướng để quản lý đất Thục.
Năm 311 TCN, Thục tướng Trang giết Thục hầu Thông. Hoa Dương quốc chí chép là Trần Trang tạo phản, còn Tần bản kỷ (Sử ký) chép là Trần Trang đem quốc gia hàng Tần. Có khả năng Thục hầu Thông muốn độc lập khỏi Tần, nên bị Trần Trang giết chết.
Năm 310 TCN, Huệ Văn vương sai Tư Mã Thác, Trương Nghi, Cam Mậu giết Trần Trang. Đến năm 308 TCN, lập (công tử) Huy làm Thục hầu.